# Gazella leptoceros
La gacela blanca, de Loder o rim (Gazella leptoceros) es una especie de mamífero artiodáctilo de la familia Bovidae. Es una gacela propia de los grandes ergs del desierto del Sahara al oeste del Nilo (Egipto, Libia, Argelia, Tunicia, Malí, Níger, Chad, Sudán), en grave peligro de extinción, no existiendo pruebas recientes sobre su presencia en muchas de las zonas de su área de distribución. Es la más pálida de todas las gacelas.
Su hábitat se limita a las dunas y depresiones interdunales, donde realiza grandes desplazamientos en busca de vegetación efímera.

## Subespecies
Se reconocen las siguientes subespecies:
- Gazella leptoceros leptoceros
- Gazella leptoceros loderi